# Fàbrica del Gas (Premià de Mar)
La Fàbrica del Gas és un edifici de Premià de Mar (Maresme) catalogat com a bé cultural d'interès local. Actualment, acull el Museu Municipal de l'Estampació de Premià de Mar, de la xarxa del Museu Nacional de la Ciència i de la Tècnica de Catalunya (MNATEC).

## Història
El 1884, la societat La Propagadora del Gas, que l'any anterior havia venut la seva fàbrica de Gràcia a la Companyia del Gas Lebon, va fer construir una de nova a Premià de Mar, des d'on subministraba gas a El Masnou. Va estar en funcionament fins al 1941, quan va passar a ser un simple punt de distribució de Catalana de Gas, fins al seu tancament definitiu el 1971, quan es va implantar el gas natural.
El 1991 va ser adquirida per l'Ajuntament de Premià de Mar, que un cop rehabilitada, la va convertir en el Museu de l'Estampació.

## Descripció

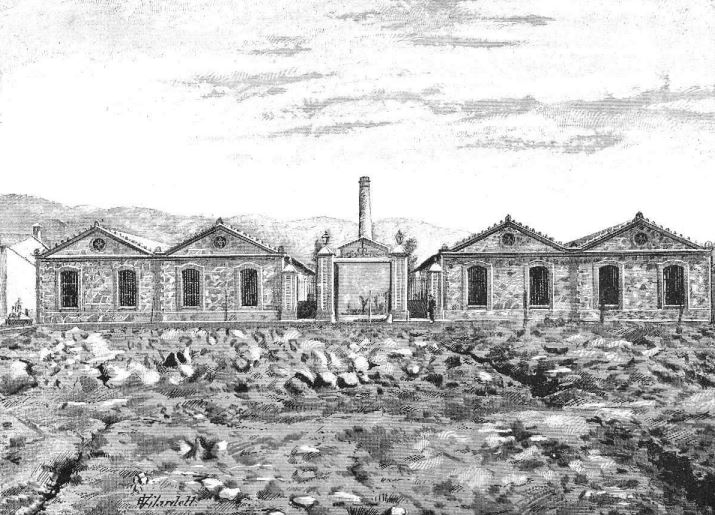
La fàbrica el 1884

Ocupa els terrenys de la banda de ponent de la vila, molt a prop de l'estació del ferrocarril. Al recinte, molt abandonat, no hi resta pràcticament cap instal·lació. La tanca que dona al carrer de Joan XXIII és el més interessant del que queda de la construcció original.
Tota la tanca és d'obra vista i hi té adossades dues naus amb llurs façanes a l'exterior, amb un rosetó cada una, de treball molt interessant. El conjunt segueix el mateix estil que altres edificacions coetànies i destacades del poble, com per exemple La Salle, la fàbrica Puiggrós o l'escola Sant Francesc d'Assís, totes elles amb un tractament gairebé virtuós de l'obra vista.